# Улица Марии Ульяновой (Вологда)
Улица Мари́и Улья́новой (бывшая Афана́сьевская площадь и Золоту́шная набережная) — улица в Вологде в историческом районе Нижний Посад. Проходит от улицы Лермонтова до улицы Чехова. Расположена в историческом и административном центре города, на улице находится несколько памятников архитектуры. Нумерация домов ведётся от улицы Ленина.

## История
Историческое название улицы — Афанасьевская площадь — связано с церковью Афанасия Александрийского, располагавшейся в начале улицы, на Сенной площади (с 1918 года в составе площади Революции). Упоминание церкви впервые встречается в писцовой книге 1627—1629 годов. Упоминание самой Афанасьевской улицы (Афанасьевский ров), которая тянулась вдоль правого берега реки Золотухи встречается в переписной книге Вологды 1711—1712 годов. Афанасьевская площадь располагалась между современными улицами Лермонтова и Герцена. Часть улицы Марии Ульяновой от улицы Герцена до улицы Чехова называлась Золотушной набережной. В месте слияния рек Золотухи и Чернавка находилась водяная мельница.

### История строительства
Современная планировка улицы сложилась после утверждения в 1781 году Екатериной II Генерального плана Вологды. Между Гостинодворской и Афанасьевской площадями губернским архитектором П. Т. Бортниковым возводится Гостиный двор. Корпуса, выходящие на Афанасьевскую площадь были перестроены в гостиницы: «Пассаж» в середине XIX века (дом № 2) и «Эрмитаж» (дом № 4) в 1903-04 гг. В XIX веке на улице появляется ряд каменных зданий: купчихи Е. А. Ульевой с лавками (ныне Дом офицеров) (дома № 6 и № 8), (№ 8, впоследствии в 1898 переоборудованный в телефонную станцию), дома Грачёва (дома № 14 и № 16), дом Гусева (дом № 15), ночлежный дом (пересыльная тюрьма) (дом № 23), дома № 14, № 15, № 16. В конце Золотушной набережной в 1883 году построены Веденеевские бани — названы по имени владельца (дом № 20). В начале XX века выстроены: дом № 7 — Контора Общества взаимного страхования от огня (1907-11 гг), дом № 9 — купца Овечкина. На улице сохранилось несколько деревянных домов XIX-начала XX века (№ 3, 5, 22, 33). В 2000-е годы, дом № 21 — деревянный памятник архитектуры был снесён. На улице находился Щепной (Гробовой) ряд (на месте здания областной библиотеки) и дровяной рынок (между Винтеровским и Мяснорядским мостом).

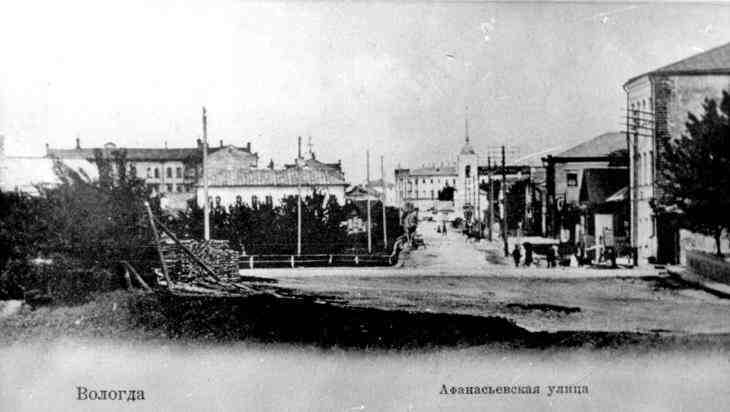
Афанасьевская улица (на переднем плане Дровяной рынок) в конце XIX века

В 1925 году на месте кладбища Свято-Духова монастыря построена спортплощадка «КИМ», ставшая впоследствии стадионом «Динамо». В 1930-х годах построены детская поликлиника (дом № 17), ясли (дом № 19) и жилой дом УНКВД (дом № 47). В 1950-х — 1960-х годах — профессиональное училище № 7, здание областной библиотеки (дом № 1) и дом художника (дом № 37). В 1948 году на месте дровяного рынка высажен сквер.

### История переименований
После революции 1917 года Афанасьевская площадь переименована в улицу Осовиахима, а Золотушная набережная в набережную Осовиахима. 9 мая 1936 года набережная присоединена к улице Осовиахима. 18 апреля 1951 года улица Осоавиахима переименована в улицу Жданова и к ней присоединена часть улицы Володарского (часть от улицы Марии Ульяновой до улицы Чехова). Улица Жданова переименована в честь участницы революционного движения Марии Ильиничны Ульяновой 11 февраля 1978 года.

## Здания и сооружения

### Нечётная сторона
| Логотип конкурса «Вики любит памятники» | Объект культурного наследия: № 3500000804 |

| Логотип конкурса «Вики любит памятники» | Объект культурного наследия: № 3500000806 |

| Логотип конкурса «Вики любит памятники» | Объект культурного наследия: № 3500000807 |

| Логотип конкурса «Вики любит памятники» | Объект культурного наследия: № 3500000809 |

### Чётная сторона
| Логотип конкурса «Вики любит памятники» | Объект культурного наследия: № 3510009000 |

| Логотип конкурса «Вики любит памятники» | Объект культурного наследия: № 3500001033 |

| Логотип конкурса «Вики любит памятники» | Объект культурного наследия: № 3500000805 |

| Логотип конкурса «Вики любит памятники» | Объект культурного наследия: № 3500001034 |